# Dub portugalský
Dub portugalský (Quercus faginea) je poloopadavý strom dorůstající výšky až 20 metrů. Pochází z Pyrenejského poloostrova a severozápadní Afriky a v Česku je vzácně pěstován v teplých polohách jako okrasný strom.

## Charakteristika
Dub portugalský je poloopadavý strom dorůstající v domovině výšky 10 až 20 metrů, v Česku roste většinou pouze jako keř 2 až 5 metrů vysoký. Borka je šedá nebo hnědá, tlustá, hluboce kostkovitě rozpraskaná. Letorosty i pupeny jsou bělavě až šedě chlupaté. Listy jsou tuhé, proměnlivého tvaru, nejčastěji eliptické až obvejčité, 3 až 7 cm dlouhé, na okraji hrubě pravidelně zubaté, zvlněné a podvinuté. Báze listů je srdčitá, kulovitá až uťatá. Čepel listů je na líci šedozelená a olysalá, na rubu hustě šedavě plstnatá, někdy olysávající. Řapík bývá 5 až 10 mm dlouhý. Žaludy jsou asi 25 mm dlouhé, do 1/5 až 1/3 zanořené v číšce.

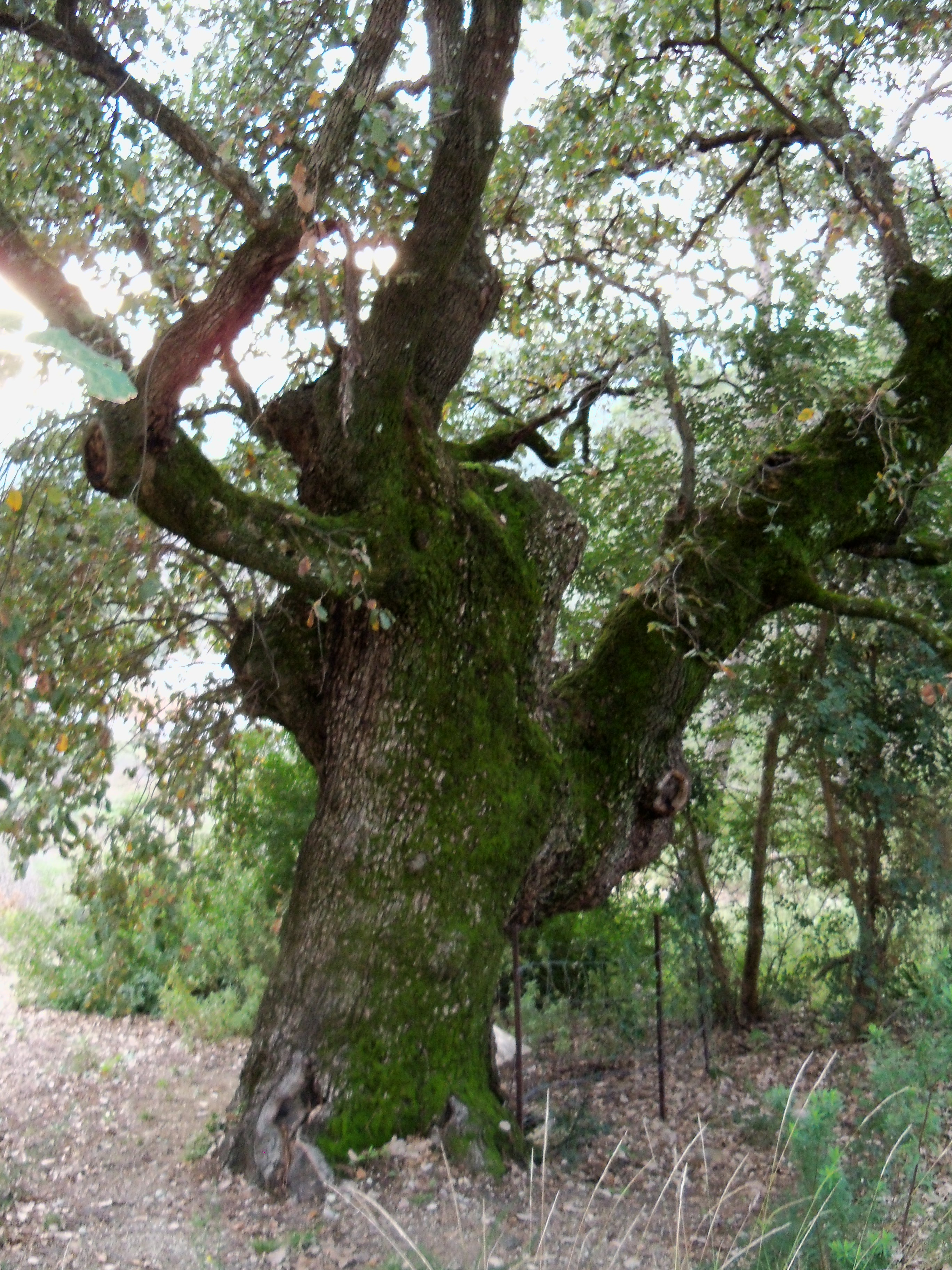
Dub portugalský – starý kmen
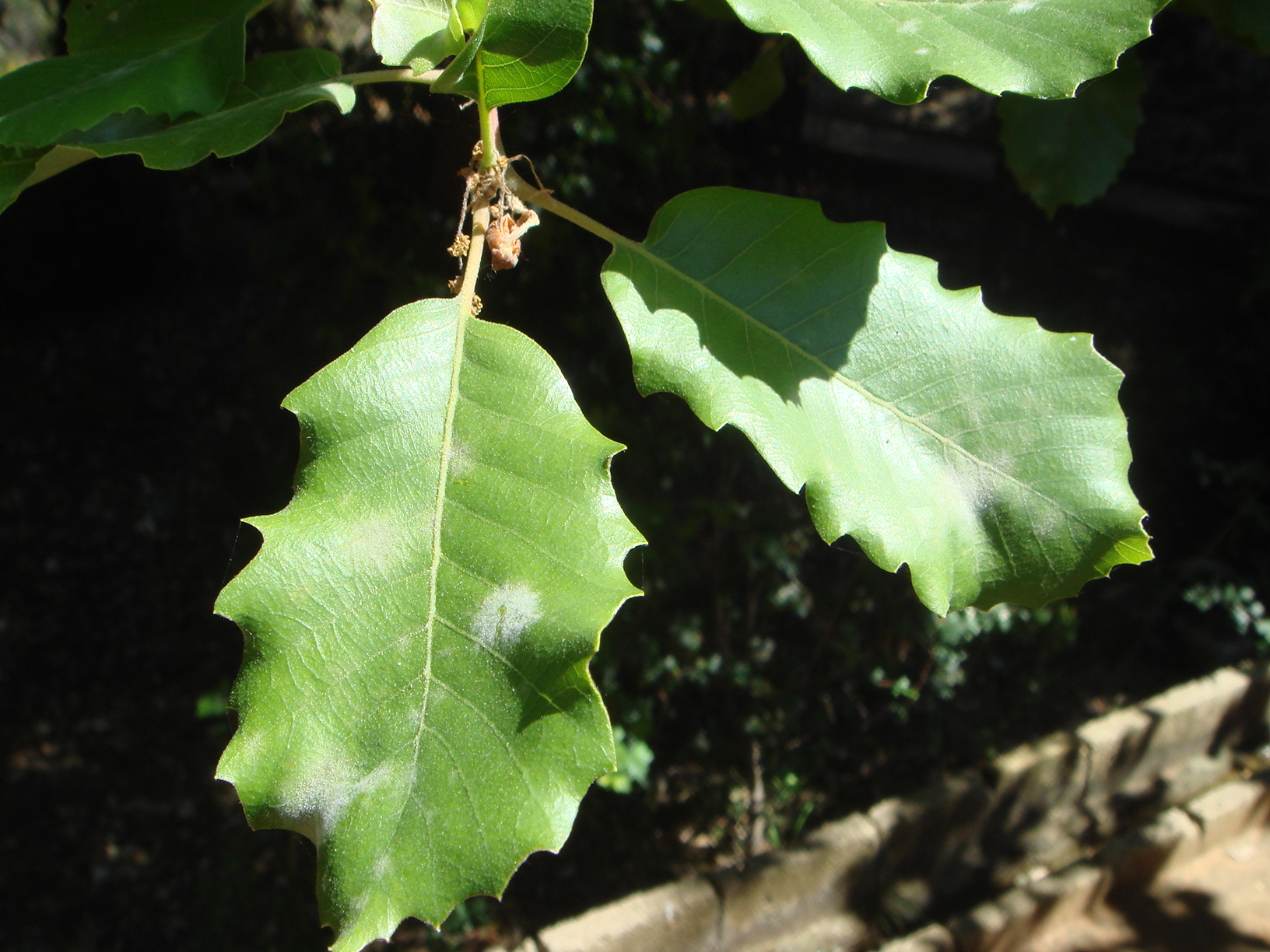
Listy dubu portugalského
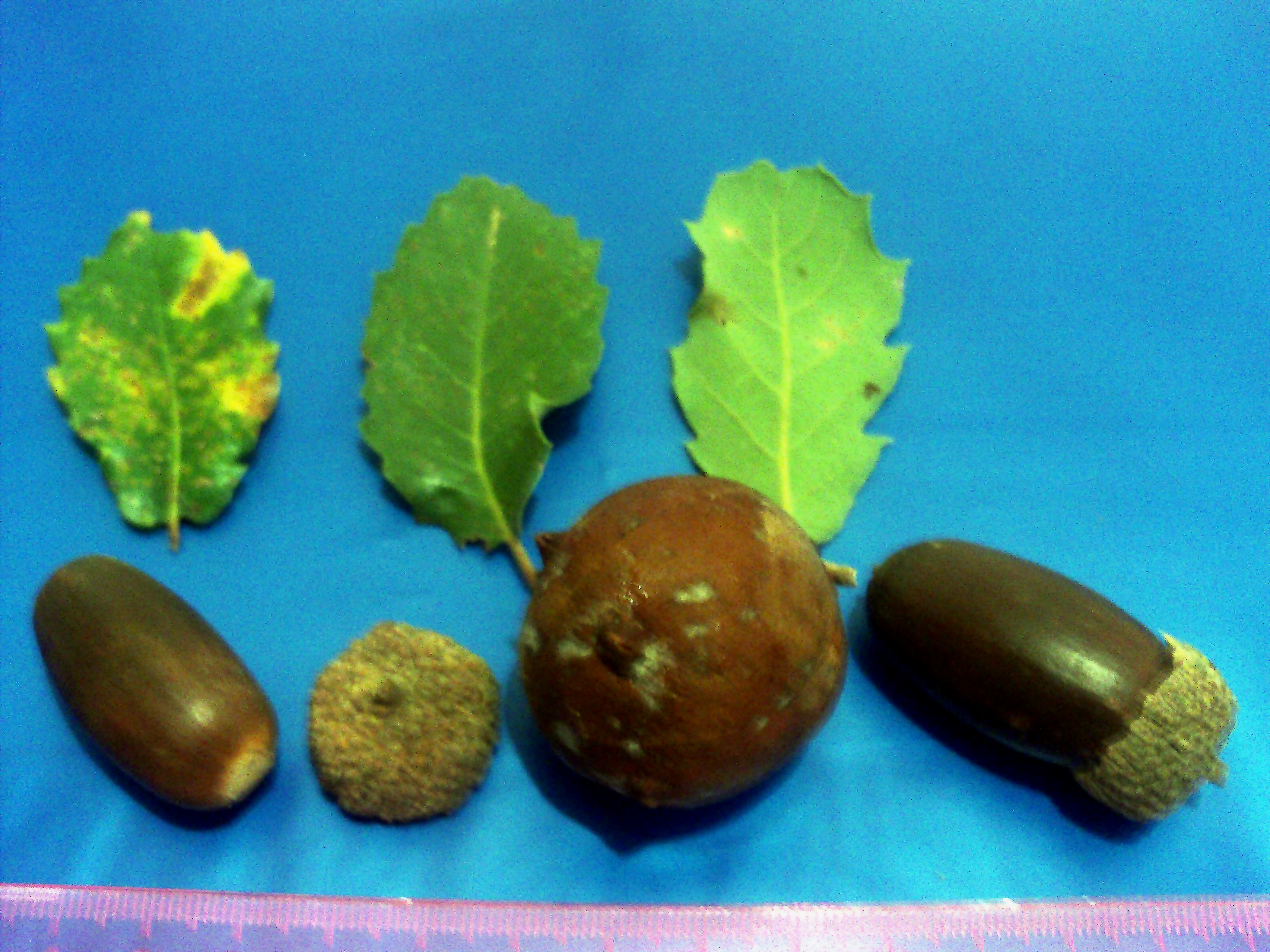
Žaludy, listy a hálka z dubu portugalského
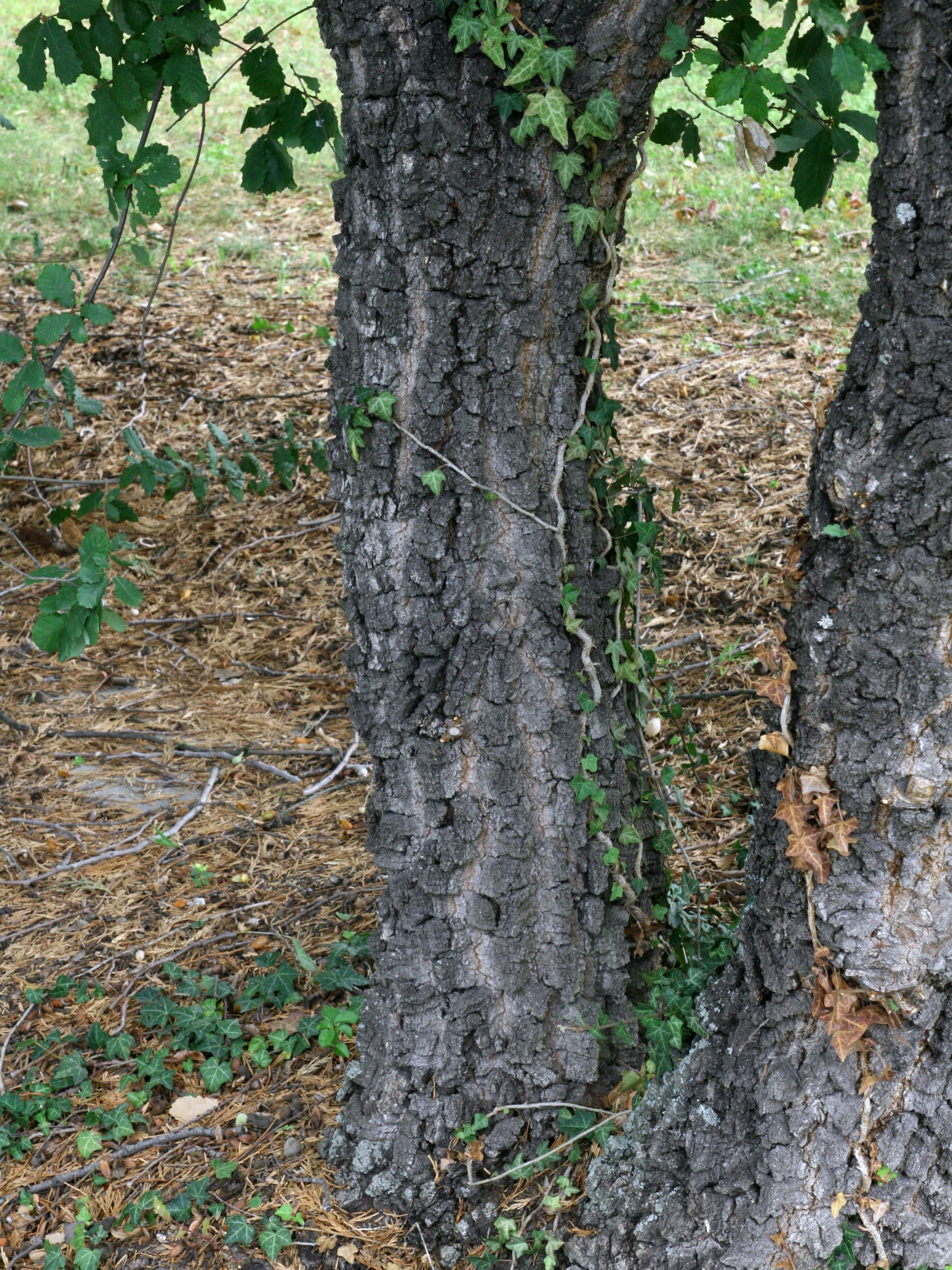
Kmen dubu portugalského

## Rozšíření
Dub portugalský roste v Evropě ve Španělsku a v Portugalsku, dále v severní Africe (Maroko a Alžír) a na Baleárských ostrovech. Roste v nadmořské výšce 800 až 1900 metrů a vyhledává vlhké, vápnité půdy.

## Význam
Dub portugalský se v Česku občas pěstuje jako okrasná dřevina, je však vhodný pouze pro nejteplejší polohy a chráněná stanoviště. Je možno jej vidět např. ve sbírkách Botanické zahrady a arboreta MU v Brně.